# Championnat du monde féminin de course aux points
La course aux points féminine est une épreuve sur piste disputée dans le cadre des championnats du monde de cyclisme sur piste par 20 à 30 concurrentes sur une distance maximum de 20 km.

## Règlement
Afin de départager les concurrentes on attribue des points :
- aux sprints intermédiaires tous les 2 kilomètres (points attribués aux 4 premières),
- au sprint final,
- par tour gagné (+ 20 points),
- par tour perdu (- 20 points).

Le classement final se fait au nombre de points accumulés.
Les concurrentes comptant un ou plusieurs tours de retard sur le peloton peuvent être éliminées.

## Palmarès
Cette épreuve féminine a été intégrée aux championnats du monde de cyclisme sur piste 1988.
| Édition | Or                          | Argent                      | Bronze                        |
| ------- | --------------------------- | --------------------------- | ----------------------------- |
| 1988    | Sally Hodge (GBR)           | Barbara Ganz (SUI)          | Monique de Bruin (NED)        |
| 1989    | Jeannie Longo (FRA)         | Barbara Ganz (SUI)          | Janie Eickhoff (USA)          |
| 1990    | Karen Holliday (NZL)        | Svetlana Samokhvalova (URS) | Kristel Werckx (BEL)          |
| 1991    | Ingrid Haringa (NED)        | Kristel Werckx (BEL)        | Janie Eickhoff (USA)          |
| 1992    | Ingrid Haringa (NED)        | Barbara Ganz (SUI)          | Janie Eickhoff (USA)          |
| 1993    | Ingrid Haringa (NED)        | Svetlana Samokhvalova (RUS) | Jessica Grieco (USA)          |
| 1994    | Ingrid Haringa (NED)        | Svetlana Samokhvalova (RUS) | Ludmilla Gorojanskaja (BLR)   |
| 1995    | Svetlana Samokhvalova (RUS) | Nada Cristofoli (ITA)       | Nathalie Lancien-Even (FRA)   |
| 1996    | Svetlana Samokhvalova (RUS) | Janie Eickhoff (USA)        | Gulnara Fatkúlina (RUS)       |
| 1997    | Natalia Karimova (RUS)      | Teodora Ruano (ESP)         | Belem Guerrero (MEX)          |
| 1998    | Teodora Ruano (ESP)         | Belem Guerrero (MEX)        | Olga Slyusareva (RUS)         |
| 1999    | Marion Clignet (FRA)        | Judith Arndt (GER)          | Sarah Ulmer (NZL)             |
| 2000    | Marion Clignet (FRA)        | Judith Arndt (GER)          | Olga Slyusareva (RUS)         |
| 2001    | Olga Slyusareva (RUS)       | Katherine Bates (AUS)       | Belem Guerrero (MEX)          |
| 2002    | Olga Slyusareva (RUS)       | Lada Kozlíková (CZE)        | Vera Carrara (ITA)            |
| 2003    | Olga Slyusareva (RUS)       | Edita Kubelskienė (LTU)     | Yoanka González (CUB)         |
| 2004    | Olga Slyusareva (RUS)       | Vera Carrara (ITA)          | Belem Guerrero (MEX)          |
| 2005    | Vera Carrara (ITA)          | Olga Slyusareva (RUS)       | Katherine Bates (AUS)         |
| 2006    | Vera Carrara (ITA)          | Olga Slyusareva (RUS)       | Gema Pascual Torrecilla (ESP) |
| 2007    | Katherine Bates (AUS)       | Mie Bekker Lacota (DEN)     | Catherine Cheatley (NZL)      |
| 2008    | Marianne Vos (NED)          | Trine Schmidt (DEN)         | Vera Carrara (ITA)            |
| 2009    | Giorgia Bronzini (ITA)      | Yumari González (CUB)       | Elizabeth Armitstead (GBR)    |
| 2010    | Tara Whitten (CAN)          | Lauren Ellis (NZL)          | Tatsiana Sharakova (BLR)      |
| 2011    | Tatsiana Sharakova (BLR)    | Jarmila Machačová (CZE)     | Giorgia Bronzini (ITA)        |
| 2012    | Anastasia Tchulkova (RUS)   | Jasmin Glaesser (CAN)       | Caroline Ryan (IRL)           |
| 2013    | Jarmila Machačová (CZE)     | Sofía Arreola (MEX)         | Giorgia Bronzini (ITA)        |
| 2014    | Amy Cure (AUS)              | Stephanie Pohl (GER)        | Jasmin Glaesser (CAN)         |
| 2015    | Stephanie Pohl (GER)        | Minami Uwano (JPN)          | Kimberly Geist (USA)          |
| 2016    | Katarzyna Pawłowska (POL)   | Jasmin Glaesser (CAN)       | Arlenis Sierra (CUB)          |
| 2017    | Elinor Barker (GBR)         | Sarah Hammer (USA)          | Kirsten Wild (NED)            |
| 2018    | Kirsten Wild (NED)          | Jennifer Valente (USA)      | Jasmin Duehring (CAN)         |
| 2019    | Alexandra Manly (AUS)       | Lydia Boylan (IRL)          | Kirsten Wild (NED)            |
| 2020    | Elinor Barker (GBR)         | Jennifer Valente (USA)      | Anita Stenberg (NOR)          |
| 2021    | Lotte Kopecky (BEL)         | Katie Archibald (GBR)       | Kirsten Wild (NED)            |
| 2022    | Neah Evans (GBR)            | Julie Leth (DEN)            | Jennifer Valente (USA)        |
| 2023    | Lotte Kopecky (BEL)         | Georgia Baker (AUS)         | Tsuyaka Uchino (JPN)          |
| 2023    | Julie Leth (DEN)            | Lotte Kopecky (BEL)         | Lara Gillespie (IRL)          |

## Bilan
| Rang | Cycliste              | Pays        | Médaille d'or, Coupe du Monde | Médaille d'argent, Coupe du Monde | Médaille de bronze, Coupe du Monde | Total |
| ---- | --------------------- | ----------- | ----------------------------- | --------------------------------- | ---------------------------------- | ----- |
| 1    | Olga Slyusareva       | Russie      | 4                             | 2                                 | 2                                  | 8     |
| 2    | Ingrid Haringa        | Pays-Bas    | 4                             | 0                                 | 0                                  | 4     |
| 3    | Svetlana Samokhvalova | Russie      | 2                             | 3                                 | 0                                  | 5     |
| 4    | Vera Carrara          | Italie      | 2                             | 1                                 | 2                                  | 5     |
| 5    | Marion Clignet        | France      | 2                             | 0                                 | 0                                  | 2     |
| 5    | Elinor Barker         | Royaume-Uni | 2                             | 0                                 | 0                                  | 2     |
| 5    | Lotte Kopecky         | Belgique    | 2                             | 1                                 | 0                                  | 3     |
| 8    | Katherine Bates       | Australie   | 1                             | 1                                 | 2                                  | 4     |
| 9    | Jarmila Machačová     | Tchéquie    | 1                             | 1                                 | 0                                  | 2     |
| 9    | Stephanie Pohl        | Allemagne   | 1                             | 1                                 | 0                                  | 2     |
| 9    | Teodora Ruano         | Espagne     | 1                             | 1                                 | 0                                  | 2     |
| 9    | Julie Leth            | Danemark    | 1                             | 1                                 | 0                                  | 2     |

| Rang  | Pays             | Médaille d'or, Coupe du Monde | Médaille d'argent, Coupe du Monde | Médaille de bronze, Coupe du Monde | Total |
| ----- | ---------------- | ----------------------------- | --------------------------------- | ---------------------------------- | ----- |
| 1     | Russie           | 8                             | 5                                 | 3                                  | 16    |
| 2     | Pays-Bas         | 6                             | 0                                 | 4                                  | 10    |
| 3     | Grande-Bretagne  | 4                             | 1                                 | 1                                  | 6     |
| 4     | Italie           | 3                             | 2                                 | 4                                  | 9     |
| 5     | Australie        | 3                             | 2                                 | 1                                  | 6     |
| 6     | France           | 3                             | 0                                 | 1                                  | 4     |
| 7     | Belgique         | 2                             | 2                                 | 1                                  | 5     |
| 8     | Allemagne        | 1                             | 3                                 | 0                                  | 4     |
| 8     | Danemark         | 1                             | 3                                 | 0                                  | 4     |
| 10    | Canada           | 1                             | 2                                 | 2                                  | 5     |
| 11    | Tchéquie         | 1                             | 2                                 | 0                                  | 3     |
| 12    | Nouvelle-Zélande | 1                             | 1                                 | 2                                  | 4     |
| 13    | Espagne          | 1                             | 1                                 | 1                                  | 3     |
| 14    | Biélorussie      | 1                             | 0                                 | 2                                  | 3     |
| 15    | Pologne          | 1                             | 0                                 | 0                                  | 1     |
| 16    | États-Unis       | 0                             | 4                                 | 6                                  | 10    |
| 17    | Suisse           | 0                             | 3                                 | 0                                  | 3     |
| 18    | Mexique          | 0                             | 2                                 | 3                                  | 5     |
| 19    | Cuba             | 0                             | 1                                 | 2                                  | 3     |
| 19    | Irlande          | 0                             | 1                                 | 2                                  | 3     |
| 21    | Japon            | 0                             | 1                                 | 1                                  | 2     |
| 22    | Lituanie         | 0                             | 1                                 | 0                                  | 1     |
| 23    | Norvège          | 0                             | 0                                 | 1                                  | 1     |
| Total | Total            | 37                            | 37                                | 37                                 | 111   |